# Theridion uhligi
Theridion uhligi là một loài nhện trong họ Theridiidae.
Loài này thuộc chi Theridion. Theridion uhligi được miêu tả năm 1974 bởi Martin.